# Seven Femenino de Australia 2018
El Seven Femenino de Australia de 2018 fue la segunda edición del torneo australiano de rugby 7, fue el segundo torneo de la Serie Mundial Femenina de Rugby 7 2017-18.
Se desarrolló en el Estadio de Fútbol de la ciudad de Sídney, Australia.

## Fase de grupos

### Grupo A
| Equipo             | Encuentros | Encuentros | Encuentros | Encuentros | Tantos  | Tantos    | Tantos     | Puntos |
| Equipo             | jugados    | ganados    | empatados  | perdidos   | a favor | en contra | diferencia | Puntos |
| ------------------ | ---------- | ---------- | ---------- | ---------- | ------- | --------- | ---------- | ------ |
| Australia          | 3          | 3          | 0          | 0          | 122     | 0         | +122       | 9      |
| Francia            | 3          | 2          | 0          | 1          | 72      | 43        | +29        | 7      |
| España             | 3          | 1          | 0          | 2          | 29      | 51        | –22        | 5      |
| Papúa Nueva Guinea | 3          | 0          | 0          | 3          | 0       | 129       | –129       | 3      |

### Grupo B
| Equipo         | Encuentros | Encuentros | Encuentros | Encuentros | Tantos  | Tantos    | Tantos     | Puntos |
| Equipo         | jugados    | ganados    | empatados  | perdidos   | a favor | en contra | diferencia | Puntos |
| -------------- | ---------- | ---------- | ---------- | ---------- | ------- | --------- | ---------- | ------ |
| Nueva Zelanda  | 3          | 3          | 0          | 0          | 104     | 19        | +85        | 9      |
| Estados Unidos | 3          | 1          | 0          | 2          | 62      | 59        | +3         | 5      |
| Inglaterra     | 3          | 1          | 0          | 2          | 50      | 74        | –24        | 5      |
| Japón          | 3          | 1          | 0          | 2          | 24      | 96        | –41        | 5      |

### Grupo C
| Equipo  | Encuentros | Encuentros | Encuentros | Encuentros | Tantos  | Tantos    | Tantos     | Puntos |
| Equipo  | jugados    | ganados    | empatados  | perdidos   | a favor | en contra | diferencia | Puntos |
| ------- | ---------- | ---------- | ---------- | ---------- | ------- | --------- | ---------- | ------ |
| Canadá  | 3          | 3          | 0          | 0          | 62      | 24        | +38        | 9      |
| Rusia   | 3          | 2          | 0          | 1          | 48      | 43        | +5         | 7      |
| Irlanda | 3          | 1          | 0          | 2          | 36      | 57        | –21        | 5      |
| Fiyi    | 3          | 0          | 0          | 3          | 38      | 60        | –22        | 3      |

## Fase Final

### Copa de oro
|  | Cuartos de final | Cuartos de final | Cuartos de final |               |               | Semifinales   | Semifinales | Semifinales |        |              | Copa         | Copa         | Copa |  |
|  |                  |                  |                  |               |               |               |             |             |        |              |              |              |      |  |
|  |                  |                  |                  |               |               |               |             |             |        |              |              |              |      |  |
|  | Australia        | Australia        | 29               |               |               |               |             |             |        |              |              |              |      |  |
|  | Australia        | Australia        | 29               |               |               |               |             |             |        |              |              |              |      |  |
|  | España           | España           | 0                |               |               |               |             |             |        |              |              |              |      |  |
|  | España           | España           | 0                |               | Australia     | Australia     | 31          |             |        |              |              |              |      |  |
|  |                  |                  |                  |               | Australia     | Australia     | 31          |             |        |              |              |              |      |  |
|  |                  |                  | Rusia            | Rusia         | 0             |               |             |             |        |              |              |              |      |  |
|  | Rusia            | Rusia            | Rusia            | Rusia         | 0             | 19            |             |             |        |              |              |              |      |  |
|  | Rusia            | Rusia            |                  |               |               |               |             |             |        |              |              |              |      |  |
|  | Estados Unidos   | Estados Unidos   | 14               |               |               |               |             |             |        |              |              |              |      |  |
|  | Estados Unidos   | Estados Unidos   | 14               |               |               |               |             |             |        | Australia    | Australia    | 31           |      |  |
|  |                  |                  |                  |               |               |               |             |             |        | Australia    | Australia    | 31           |      |  |
|  |                  |                  | Nueva Zelanda    | Nueva Zelanda | 0             |               |             |             |        |              |              |              |      |  |
|  | Nueva Zelanda    | Nueva Zelanda    | Nueva Zelanda    | Nueva Zelanda | 0             | 36            |             |             |        |              |              |              |      |  |
|  | Nueva Zelanda    | Nueva Zelanda    |                  |               |               |               |             |             |        |              |              |              |      |  |
|  | Irlanda          | Irlanda          | 0                |               |               |               |             |             |        |              |              |              |      |  |
|  | Irlanda          | Irlanda          | 0                |               | Nueva Zelanda | Nueva Zelanda | 26          |             |        | Tercer lugar | Tercer lugar | Tercer lugar |      |  |
|  |                  |                  |                  |               | Nueva Zelanda | Nueva Zelanda | 26          |             |        | Tercer lugar | Tercer lugar | Tercer lugar |      |  |
|  |                  |                  | Canadá           | Canadá        | 0             |               |             |             |        |              |              |              |      |  |
|  | Canadá           | Canadá           | Canadá           | Canadá        | 0             | 28            |             |             | Canadá | Canadá       | 40           |              |      |  |
|  | Canadá           | Canadá           |                  |               |               |               |             |             | Canadá | Canadá       | 40           |              |      |  |
|  | Francia          | Francia          | 12               |               |               |               |             |             |        |              | Rusia        | Rusia        | 12   |  |
|  | Francia          | Francia          | 12               |               |               |               |             |             |        |              | Rusia        | Rusia        | 12   |  |
|  |                  |                  |                  |               |               |               |             |             |        |              |              |              |      |  |

| Bandera de Australia   |
| Campeón Australia      |
| 2º título del circuito |